# Savigny-sur-Ardres
Savigny-sur-Ardres település Franciaországban, Marne megyében. Lakosainak száma 255 fő (2022. január 1.). Savigny-sur-Ardres Branscourt, Courcelles-Sapicourt, Faverolles-et-Coëmy, Rosnay, Serzy-et-Prin, Treslon és Vandeuil községekkel határos.

## Népesség
A település népessége az elmúlt években az alábbi módon változott:
| Lakosok száma | 211  | 279  | 259  | 261  | 262  | 262  | 270  | 272  | 270  | 255  |
|               | 1968 | 1982 | 1990 | 2006 | 2013 | 2015 | 2017 | 2019 | 2020 | 2022 |